# Stone Angels
A Stone Angels é uma empresa privada francesa responsável por produzir filmes e programas televisivos. A empresa foi fundada em 2009 pelo produtor cinematográfico Pierre-Ange Le Pogam, o qual é o atual presidente desta.
Desde a sua fundação, a empresa produziu alguns filmes, os quais destacam-se Comme des frères, Cosmopolis e Grace of Monaco, filme ainda em produção, com previsão de estreia para 2014. Esse longa-metragem narra parte da vida da atriz que desisitiu da carreira artística para virar princesa de Mônaco, Grace Kelly.

## Principais produções
| - Comme des frères - 2011 - Cosmopolis - 2012 | - Les Chevaux de Dieu - 2012 - Grace of Monaco - 2014 |